# TAKARAZUKA 旅美写美
『TAKARAZUKA 旅美写美』（たからづか たびさび）は、TAKARAZUKA SKY STAGEと独立UHF局5局（テレビ神奈川、テレビ埼玉、三重テレビ放送、KBS京都、サンテレビ）で放送されていた30分の旅番組である。
2009年10月から三重テレビ放送を皮切りに順次放送を開始し、全25回の放送をもって2010年3月に最終回を迎えた。

## 概要
この番組の原点は同じくTAKARAZUKA SKY STAGEとKBS京都の共同制作（この時はKBSのみが共同制作に参加）で独立県域局などに放送した「TAKARAZUKA 美の旅人たち」という番組であったが、これをリニューアルしたものである。
タカラジェンヌと一線で活躍する新進女性フォトグラファーが週替わりで全国各地を巡り、女性フォトグラファーがタカラジェンヌを被写体として撮影したポートレイトを中心に各地の魅力を紹介するという、「魅せる」旅番組。というコンセプトになっている。
実際のポートレイトの撮影風景の他に、タカラジェンヌとフォトグラファーとのフリートークで番組が構成されている。
オープニング曲、エンディング曲、挿入歌もタカラジェンヌがそれぞれ担当し、CDもリリースされた。
各放送を再編集したDVDも順次発売されている。

## 出演者
| 各回   | タカラジェンヌ | 女性フォトグラファー | 訪問地                         |
| ------ | -------------- | -------------------- | ------------------------------ |
| 第1回  | 野々すみ花     | 村尾昌美             | 島根県石見銀山                 |
| 第2回  | 龍真咲         | 佐藤倫子             | 京都府京都市                   |
| 第3回  | 澄輝さやと     | 野村恵子             | 福井県三国町                   |
| 第4回  | 凪七瑠海       | 大橋愛               | 北海道小樽市・美瑛町・旭川市   |
| 第5回  | 鳳翔大         | 岡本英理             | 東京都                         |
| 第6回  | 凪七瑠海       | 大橋愛               | 北海道大沼国定公園・函館市     |
| 第7回  | 白華れみ       | 在本彌生             | 兵庫県神戸市                   |
| 第8回  | 涼紫央         | 黒澤めぐみ           | 埼玉県川越市                   |
| 第9回  | 紅ゆずる       | 安彦幸枝             | 静岡県伊豆市・沼津市・修善寺町 |
| 第10回 | 美弥るりか     | 金玖美               | 滋賀県近江八幡市・長浜市       |
| 第11回 | 龍真咲         | 今井美奈             | 神奈川県箱根町                 |
| 第12回 | 愛音羽麗       | 吉田多麻希           | 東京都新宿区                   |
| 第13回 | 望海風斗       | TOMOYO               | 栃木県日光市                   |
| 第14回 | 夢咲ねね       | 角田明子             | 奈良県奈良市                   |
| 第15回 | 愛原実花       | 仲田千穂             | 和歌山県                       |
| 第16回 | 音月桂         | 丑番直子             | 沖縄県                         |
| 第17回 | 早霧せいな     | 加藤亜希子           | 神奈川県鎌倉市                 |
| 第18回 | 舞羽美海       | 瀧本加奈子           | 岐阜県                         |
| 第19回 | 蒼乃夕妃       | 白井綾               | 長崎県                         |
| 第20回 | 朝夏まなと     | 中元紀子             | 広島県尾道市                   |
| 第21回 | 音月桂         | 丑番直子             | 沖縄県石垣島・竹富島           |
| 第22回 | 愛音羽麗       | 奥村恵子             | 三重県                         |
| 第23回 | 涼紫央         | 鳥巣佑有子           | 大分県                         |
| 第24回 | 光月るう       | 徳永彩               | 徳島県                         |
| 第25回 | 明日海りお     | tsukao               | 島根県                         |

## 番組テーマ曲
| テーマ         | タイトル           | 歌       | 作詞             | 作曲             | 編曲       |
| -------------- | ------------------ | -------- | ---------------- | ---------------- | ---------- |
| オープニング曲 | 「奇蹟」           | 音月桂   | 市川喜康         | 本間昭光         | 本間昭光   |
| エンディング曲 | 「ハナウタ」       | 北翔海莉 | ハマモトヒロユキ | ハマモトヒロユキ | 中村タイチ |
| 挿入歌         | 「終章〜Finale〜」 | 音花ゆり | 市川喜康         | 飯田高広         | 飯田高広   |

- 「TAKARAZUKA 旅美写美」のCDにはチェロ：柏木広樹、バイオリン：NAOTOが演奏するインストルメンタルバージョンも収録されている。

## DVD
- TAKARAZUKA旅美写美〜宙組の旅〜　2010年2月25日発売
  - 出演者： 鳳翔大、凪七瑠海、澄輝さやと、野々すみ花
- TAKARAZUKA旅美写美〜雪組の旅〜　2010年3月18日発売
  - 出演者： 愛原実花、音月桂、早霧せいな、舞羽美海
- TAKARAZUKA旅美写美〜花組の旅〜　2010年4月25日発売
  - 出演者： 愛音羽麗、朝夏まなと、望海風斗、白華れみ
- TAKARAZUKA旅美写美〜星組の旅〜　2010年5月20日発売
  - 出演者：涼紫央・紅ゆずる・夢咲ねね・美弥るりか
- TAKARAZUKA旅美写美〜月組の旅〜　2010年6月10日発売
  - 出演者：龍真咲・光月るう・明日海りお・蒼乃夕妃